# Корзуни (Мінська область)
Корзуни (біл. вёска Карзуны) — село в складі Червенського району Мінської області, Білорусь. Село підпорядковане Смиловичівській селищній раді, розташоване в центральній частині області.